# Gabriele Cimadoro
Gabriele Cimadoro (Palazzago, 24 giugno 1951) è un politico italiano.

## Biografia
Di professione agente immobiliare, è cognato di Antonio Di Pietro.
Esponente del Centro Cristiano Democratico, nel 1994 ne diventa segretario regionale in Lombardia e nel 1996 viene eletto alla Camera dei Deputati. Nel 1998 segue Clemente Mastella e aderisce all'Unione Democratica per la Repubblica. Successivamente, nel 1999, passa a I Democratici e diventa sottosegretario di Stato del Ministero dell'industria, del commercio e dell'artigianato durante il governo D'Alema II.
Nel 2000, insieme ad Antonio Di Pietro e ad Elio Veltri, è espulso dal partito dopo aver negato la fiducia al governo Amato II; in seguito Cimadoro aderisce all'UDC.
Nel 2006 si candida a sindaco alle elezioni comunali di Palazzago, ma è sconfitto fermandosi al 37,7% dei voti.
Nel 2007 passa all'Italia dei Valori, per il quale è rieletto alla Camera nel 2008, termina il proprio mandato parlamentare nel 2013. Nel 2009 si candida a presidente della provincia di Bergamo, piazzandosi al quarto posto con il 5,8% dei voti.
Nell'agosto 2016 viene sorpreso a cacciare di frodo in Serbia, dove minaccia e tenta di investire i volontari delle guardie ecologiche intervenute per fermare il bracconiere.